# Handbol als Jocs Mediterranis de 2018
La competició d'handbol dels Jocs del Mediterrani de 2018 de Tarragona es va celebrar entre el 23 i el 30 de juny al pavelló esportiu de El Vendrell i el Palau d'Esports de Catalunya a l'Anella Mediterrània de Tarragona. La primera aparició d'aquest esport en els Jocs del Mediterrani va ser a Tunis 1961 a Tunísia.
La competició es va centrar en dues modalitats per equips, masculina i femenina.

## Competició Masculina

### Fase de grups

#### Grup A
| Equip      | PJ | PG | PE | PP | GF | GC | Dif | Punts |
| ---------- | -- | -- | -- | -- | -- | -- | --- | ----- |
| Tunísia    | 2  | 2  | 0  | 0  | 73 | 57 | +16 | 4     |
| Eslovènia  | 2  | 1  | 0  | 1  | 70 | 61 | +9  | 2     |
| Montenegro | 2  | 0  | 0  | 2  | 56 | 81 | -25 | 0     |

| Eslovènia | 41:28 | Montenegro |
| --------- | ----- | ---------- |
|           |       |            |

 Palau d'Esports de Catalunya
| Eslovènia | 29:33 | Tunísia |
| --------- | ----- | ------- |
|           |       |         |

 Palau d'Esports de Catalunya
| Montenegro | 28:40 | Tunísia |
| ---------- | ----- | ------- |
|            |       |         |

 Palau d'Esports de Catalunya

#### Grup B
| Equip   | PJ | PG | PE | PP | GF | GC | Dif | Punts |
| ------- | -- | -- | -- | -- | -- | -- | --- | ----- |
| Croàcia | 2  | 2  | 0  | 0  | 67 | 52 | +15 | 4     |
| Algèria | 2  | 1  | 0  | 1  | 64 | 69 | -5  | 2     |
| Itàlia  | 2  | 0  | 0  | 2  | 58 | 68 | -10 | 0     |

| Croàcia | 30:26 | Itàlia |
| ------- | ----- | ------ |
|         |       |        |

 Palau d'Esports de Catalunya
| Croàcia | 37:26 | Algèria |
| ------- | ----- | ------- |
|         |       |         |

 Palau d'Esports de Catalunya
| Itàlia | 32:38 | Algèria |
| ------ | ----- | ------- |
|        |       |         |

 Palau d'Esports de Catalunya

#### Grup C
| Equip    | PJ | PG | PE | PP | GF | GC | Dif | Punts |
| -------- | -- | -- | -- | -- | -- | -- | --- | ----- |
| Espanya  | 2  | 2  | 0  | 0  | 80 | 39 | +41 | 4     |
| Portugal | 2  | 0  | 1  | 1  | 50 | 62 | -12 | 1     |
| Grècia   | 2  | 0  | 1  | 1  | 45 | 74 | -29 | 1     |

| Espanya | 46:17 | Grècia |
| ------- | ----- | ------ |
|         |       |        |

 Palau d'Esports de Catalunya
| Espanya | 34:22 | Portugal |
| ------- | ----- | -------- |
|         |       |          |

 Palau d'Esports de Catalunya
| Grècia | 28:28 | Portugal |
| ------ | ----- | -------- |
|        |       |          |

 Palau d'Esports de Catalunya

#### Grup D
| Equip              | PJ | PG | PE | PP | GF | GC  | Dif | Punts |
| ------------------ | -- | -- | -- | -- | -- | --- | --- | ----- |
| Turquia            | 3  | 2  | 1  | 0  | 84 | 74  | +10 | 5     |
| Sèrbia             | 3  | 1  | 1  | 1  | 95 | 88  | +7  | 3     |
| Macedònia del Nord | 3  | 1  | 0  | 2  | 86 | 92  | -6  | 2     |
| Egipte             | 3  | 1  | 0  | 2  | 91 | 102 | -9  | 2     |

| Egipte | 33:42 | Sèrbia |
| ------ | ----- | ------ |
|        |       |        |

 Palau d'Esports de Catalunya
| Macedònia del Nord | 26:29 | Turquia |
| ------------------ | ----- | ------- |
|                    |       |         |

 Palau d'Esports de Catalunya
| Egipte | 34:29 | Macedònia del Nord |
| ------ | ----- | ------------------ |
|        |       |                    |

 Palau d'Esports de Catalunya
| Sèrbia | 24:24 | Turquia |
| ------ | ----- | ------- |
|        |       |         |

 Palau d'Esports de Catalunya
| Egipte | 24:31 | Turquia |
| ------ | ----- | ------- |
|        |       |         |

 Palau d'Esports de Catalunya
| Sèrbia | 29:31 | Macedònia del Nord |
| ------ | ----- | ------------------ |
|        |       |                    |

 Palau d'Esports de Catalunya

### Fase final

#### Quarts de final
| Tunísia | 30:25 | Algèria |
| ------- | ----- | ------- |
|         |       |         |

 Palau d'Esports de Catalunya
| Eslovènia | 16:17 | Croàcia |
| --------- | ----- | ------- |
|           |       |         |

 Palau d'Esports de Catalunya
| Espanya | 35:25 | Sèrbia |
| ------- | ----- | ------ |
|         |       |        |

 Palau d'Esports de Catalunya
| Portugal | 29:31 | Turquia |
| -------- | ----- | ------- |
|          |       |         |

 Palau d'Esports de Catalunya

#### 5è-8è lloc
| Algèria | 32:33 | Portugal |
| ------- | ----- | -------- |
|         |       |          |

 Palau d'Esports de Catalunya
| Eslovènia | 33:26 | Sèrbia |
| --------- | ----- | ------ |
|           |       |        |

 Palau d'Esports de Catalunya

#### Semifinals
| Tunísia | 28:21 | Turquia |
| ------- | ----- | ------- |
|         |       |         |

 Palau d'Esports de Catalunya
| Espanya | 29:31 | Croàcia |
| ------- | ----- | ------- |
|         |       |         |

 Palau d'Esports de Catalunya

#### 7è i 8è lloc
| Algèria | 30:28 | Sèrbia |
| ------- | ----- | ------ |
|         |       |        |

 Palau d'Esports de Catalunya

#### 5è i 6è lloc
| Portugal | 25:31 | Eslovènia |
| -------- | ----- | --------- |
|          |       |           |

 Palau d'Esports de Catalunya

#### 3r i 4t lloc
| Turquia | 19:30 | Espanya |
| ------- | ----- | ------- |
|         |       |         |

 Palau d'Esports de Catalunya

#### Final
| Tunísia | 23:24 | Croàcia |
| ------- | ----- | ------- |
|         |       |         |

 Palau d'Esports de Catalunya

## Competició Femenina

### Fase de grups

#### Grup A
| Equip     | PJ | PG | PE | PP | GF  | GC  | Dif | Punts |
| --------- | -- | -- | -- | -- | --- | --- | --- | ----- |
| Espanya   | 4  | 4  | 0  | 0  | 116 | 65  | +51 | 8     |
| Eslovènia | 4  | 3  | 0  | 1  | 108 | 100 | +8  | 6     |
| Itàlia    | 4  | 1  | 0  | 3  | 103 | 118 | -15 | 2     |
| Portugal  | 4  | 1  | 0  | 3  | 95  | 117 | -22 | 2     |
| Grècia    | 4  | 1  | 0  | 3  | 90  | 112 | -22 | 2     |

| Espanya | 29:17 | Eslovènia |
| ------- | ----- | --------- |
|         |       |           |

 El Vendrell
| Grècia | 26:31 | Itàlia |
| ------ | ----- | ------ |
|        |       |        |

 El Vendrell
| Espanya | 27:12 | Grècia |
| ------- | ----- | ------ |
|         |       |        |

 El Vendrell
| Eslovènia | 29:24 | Portugal |
| --------- | ----- | -------- |
|           |       |          |

 El Vendrell
| Espanya | 32:15 | Portugal |
| ------- | ----- | -------- |
|         |       |          |

 El Vendrell
| Eslovènia | 33:23 | Itàlia |
| --------- | ----- | ------ |
|           |       |        |

 El Vendrell
| Espanya | 28:21 | Itàlia |
| ------- | ----- | ------ |
|         |       |        |

 El Vendrell
| Grècia | 28:25 | Portugal |
| ------ | ----- | -------- |
|        |       |          |

 El Vendrell
| Eslovènia | 29:24 | Grècia |
| --------- | ----- | ------ |
|           |       |        |

 El Vendrell
| Itàlia | 28:31 | Portugal |
| ------ | ----- | -------- |
|        |       |          |

 El Vendrell

#### Grup B
| Equip              | PJ | PG | PE | PP | GF  | GC  | Dif | Punts |
| ------------------ | -- | -- | -- | -- | --- | --- | --- | ----- |
| Montenegro         | 4  | 4  | 0  | 0  | 132 | 85  | +47 | 8     |
| Macedònia del Nord | 4  | 3  | 0  | 1  | 108 | 96  | +12 | 6     |
| Turquia            | 4  | 2  | 0  | 2  | 121 | 127 | -6  | 4     |
| Sèrbia             | 4  | 1  | 0  | 3  | 108 | 118 | -10 | 2     |
| Egipte             | 4  | 0  | 0  | 4  | 91  | 134 | -43 | 0     |

| Montenegro | 36:22 | Sèrbia |
| ---------- | ----- | ------ |
|            |       |        |

 El Vendrell
| Turquia | 26:31 | Macedònia del Nord |
| ------- | ----- | ------------------ |
|         |       |                    |

 El Vendrell
| Montenegro | 34:21 | Turquia |
| ---------- | ----- | ------- |
|            |       |         |

 El Vendrell
| Sèrbia | 33:21 | Egipte |
| ------ | ----- | ------ |
|        |       |        |

 El Vendrell
| Montenegro | 34:19 | Egipte |
| ---------- | ----- | ------ |
|            |       |        |

 El Vendrell
| Sèrbia | 21:28 | Macedònia del Nord |
| ------ | ----- | ------------------ |
|        |       |                    |

 El Vendrell
| Montenegro | 28:23 | Macedònia del Nord |
| ---------- | ----- | ------------------ |
|            |       |                    |

 El Vendrell
| Turquia | 41:30 | Egipte |
| ------- | ----- | ------ |
|         |       |        |

 El Vendrell
| Sèrbia | 32:33 | Turquia |
| ------ | ----- | ------- |
|        |       |         |

 El Vendrell
| Macedònia del Nord | 26:21 | Egipte |
| ------------------ | ----- | ------ |
|                    |       |        |

 El Vendrell

### Fase final

#### 7è i 8è lloc
| Portugal | 31:30 | Sèrbia |
| -------- | ----- | ------ |
|          |       |        |

 El Vendrell

#### 5è i 6è lloc
| Itàlia | 22:27 | Turquia |
| ------ | ----- | ------- |
|        |       |         |

 El Vendrell

#### Semifinals
| Espanya | 28:24 | Macedònia del Nord |
| ------- | ----- | ------------------ |
|         |       |                    |

 Palau d'Esports de Catalunya
| Eslovènia | 23:26 | Montenegro |
| --------- | ----- | ---------- |
|           |       |            |

 Palau d'Esports de Catalunya

#### 3r i 4t lloc
| Macedònia del Nord | 29:30 | Eslovènia |
| ------------------ | ----- | --------- |
|                    |       |           |

 Palau d'Esports de Catalunya

#### Final
| Espanya | 27:23 | Montenegro |
| ------- | ----- | ---------- |
|         |       |            |

 Palau d'Esports de Catalunya

## Medaller per categoria
| Categoria            | Or      | Plata      | Bronze    |
| Competició masculina | Croàcia | Tunísia    | Espanya   |
| Competició femenina  | Espanya | Montenegro | Eslovènia |

## Medaller per país
| Posició | País       | Or | Plata | Bronze | Total |
| 1       | Espanya    | 1  | -     | 1      | 2     |
| 2       | Croàcia    | 1  | -     | -      | 1     |
| 3       | Montenegro | -  | 1     | -      | 1     |
| 3       | Tunísia    | -  | 1     | -      | 1     |
| 5       | Eslovènia  | -  | -     | 1      | 1     |
| Total   | Total      | 2  | 2     | 2      | 6     |